# Lycomorpha fulgens
Lycomorpha fulgens là một loài bướm đêm thuộc phân họ Arctiinae, họ Erebidae.